# Дампфнудель
Дампфнудели (нем. Dampfnudel) — клёцки из дрожжевого теста, приготавливаемые в кастрюле на пару, одновременно жареные и паровые. Характерны для южнонемецкой и австрийской кухни, а также французского Эльзаса. В немецкой и австрийской классификации относятся к мельшпайзе.

## Приготовление
Дампфнудли готовятся из дрожжевого теста, в состав которого входят молоко, мука, дрожжи, соль, сахар, жир (масло), иногда содержат яйца. Тесто формируют в виде шаров размером с яйцо или кулак и оставляют подниматься. Они готовятся в закрытой посуде, на дне которой немного молока и масла (баварский рецепт) или подсоленной воды и жира (рецепт Пфальца), до образования золотисто-коричневой корочки на дне после испарения жидкости. Верх должен остаться белым.

## История
Две немецкие земли, Бавария и Рейнланд-Пфальц, оспаривают право быть родиной этой выпечки. Баварцы занесли дампфнудли в список своих национальных блюд. Но Рейнланд-Пфальц отказывается признавать победу Баварии. Министр сельского хозяйства Рейнской области-Пфальца Хендрик Геринг (SPD) написал письмо с жалобой своему баварскому коллеге Йозефу Миллеру (CSU). Мюнхенское министерство заверило, что приготовленная на пару булочка «гарантированно не будет» одним из наименований, которые Бавария хотела бы защитить по всему ЕС.
Жители Пфальца в качестве доказательства своей правоты приводят следующую историю. Во время Тридцатилетней войны через небольшой городок Фреккенфельд проходил шведский эскадрон, который пригрозил местным жителям репрессиями в случае, если те не заплатят им большой откуп. В ходе переговоров требование было смягчено: горожане выразили готовность накормить всех солдат. За дело взялся мастер-пекарь Йоханнес Мук, его жена и горничная. Они приготовили 1286 булочек на пару, пока каждый солдат не был сыт. Весь эскадрон был удовлетворён и покинул деревню без малейшего мародёрства и убийства. В память об этом событии местные жители возвели ворота, арка которых сложена из 1286 камней в форме булочек на пару. Ворота эти стоят и по сей день. 